# Zámutovská jelšina
Zámutovská jelšina je přírodní rezervace v oblasti Prešov.
Nachází se v katastrálním území obce Rudlov v okrese Vranov nad Topľou v Prešovském kraji. Území bylo vyhlášeno či novelizováno v roce 1981 na rozloze 0,66 ha. Rozloha ochranného pásma byla stanovena na 2,32 ha.

## Popis
Zámutovská jelšina se nachází severozápadně od obce Zámutov v nadmořské výšce 520 m v údolí potoka mezi Čiernou skalou a hřebenem Zámutovských skal.
Slatino-olšové společenství (mokřadní olšiny) vznikaly přirozeným zazemněním mrtvých ramen, starých a opuštěných říčních koryt a meandrů, rybníků. Představují závěrečný vývoj hydrofilních společenství. 
Olšina je ve sníženině, která je zaplavována z pramenů na jižní straně sníženiny a ze svahových pramenišť na západní straně. Stálý přísun vody a vysoká hladina spodní vody vytváří příznivé podmínky pro vznik mokřadní olšiny. Výška záplav a jejich trvání ovlivňuje vývoj rostlinného společenství. Při vysoké hladině vody v době jarních záplav je bylinné společenství chudé, rostou jen vysoké ostřice. S poklesem vodní hladiny se rychle rozvíjejí byliny podle nároků na vlhkost prostředí.
Vyskytuje se zde na vyvýšených místech papratka samičí (Athyrium filix-femina) a kapraď osténkatá (Dryopteris carthusiana). V stále mokrých místech roste ostřice prodloužená (Carex elongata) a další druhy vysokých ostřic. Okolí mokřadní olšiny s olší lepkavou (Alnus glutinosa) je obklopené bučinami.